# John F. Burke
John Francis Burke (* 22. Juli 1922 in Peoria, Illinois; † 2. November 2011 in Lexington, Massachusetts) war ein US-amerikanischer Mediziner.

## Leben
Burke forschte und lehrte als Hochschullehrer an der Harvard University. Er entwickelte gemeinsam mit Ioannis Yannas weltweit die erste synthetische Haut, die bei Verbrennungsopfern zum Einsatz kommt.
Burke war verheiratet und hatte zwei Kinder.